# Metroperiella spatulata
Metroperiella spatulata är en mossdjursart som först beskrevs av Okada och Shunsuke F. Mawatari 1937.  Metroperiella spatulata ingår i släktet Metroperiella och familjen Bitectiporidae. Inga underarter finns listade i Catalogue of Life.